# Jokokuit
Jokokuit je redek manganov sulfatni mineral s kemijsko furmulo MnSO4 • 5H2O. Ime je dobil po nahajališču Johkoku na otoku Hokaido (Japonska).